# TOI 700
Étoile à grand mouvement propre (d)
Naine rouge
Source de proche infrarouge (d)
TOI 700 est une étoile naine rouge située à environ ∼ 101,5 a.l. (∼ 31,1 pc) de la Terre dans la constellation de la Dorade,. Elle est l'étoile hôte de TOI 700 d, la première exoplanète de la taille similaire à la Terre découverte en zone habitable stellaire par le Transiting Exoplanet Survey Satellite (TESS),,, ainsi que de trois autres exoplanètes. En janvier 2020, TOI 700 était l'hôte le plus brillant connu d'une exoplanète de type terrestre en transit en zone habitable.

## Nom
L'acronyme TOI fait référence aux étoiles et exoplanètes étudiées par TESS. Il est le diminutif de Transiting Exoplanet Survey Satellite Object of Interest.

## Caractéristiques physiques
TOI 700 est une naine rouge de type spectral M2 V (le type d'étoile le plus commun) possédant une masse et un rayon d'environ 40 % de ceux du Soleil. Sa température moyenne de surface est estimée à 3 500 K (contre 5 800 K pour le Soleil). Elle est actuellement sur la séquence principale et son âge n'est pas connu.
Lors des mesures photométriques effectuées par TESS, il n'a été observé aucune trace d'éruption stellaire. La vitesse de rotation de l'étoile, estimée à environ 54 jours (faible pour un astre de ce type), est aussi considérée comme un indice d'une faible activité stellaire.

## Système planétaire
Quatre exoplanètes en orbite autour de l'étoile ont été détectées par TESS, toutes en rotation synchrone avec leur étoile hôte. Les trois premières sont annoncées dans un article de 2020, la quatrième en 2023.
Le système planétaire tel que connu en 2020 est décrit dans trois publications scientifiques,,. On y souligne ainsi que la composition des planètes b et d est probablement rocheuse, alors que celle de la planète c est plus du type de celle de Neptune, une géante de glaces.
La quatrième planète (numérotée e par ordre de découverte) a une orbite située entre celles numérotées c et d, selon un seul article (de 2023) publié par la même équipe que celui de 2020.
Les deux premières planètes se seraient formées plus rapidement et ont acquis des enveloppes gazeuses significatives, alors que la troisième, plus éloignée, se serait formée plus lentement et possède moins de gaz. La première planète aurait perdu son atmosphère par photo-évaporation. Cependant, un autre scénario propose plutôt qu'il y aurait eu migration planétaire de la planète c.
La troisième planète découverte TOI 700 d est située en zone habitable. Elle reçoit 35 fois plus de rayonnement ultraviolet extrême (EUV) que la Terre, mais 50 fois moins que TRAPPIST-1 e. En effet, TOI 700 a une faible activité stellaire. Des simulations informatiques montrent que TOI 700 d est une candidate sérieuse pour se classer comme planète habitable.
Enfin la quatrième planète découverte serait elle aussi située en zone habitable, et de masse comparable à la Terre.